# Anguciana
Anguciana est une commune de la communauté autonome de La Rioja, en Espagne.

## Géographie

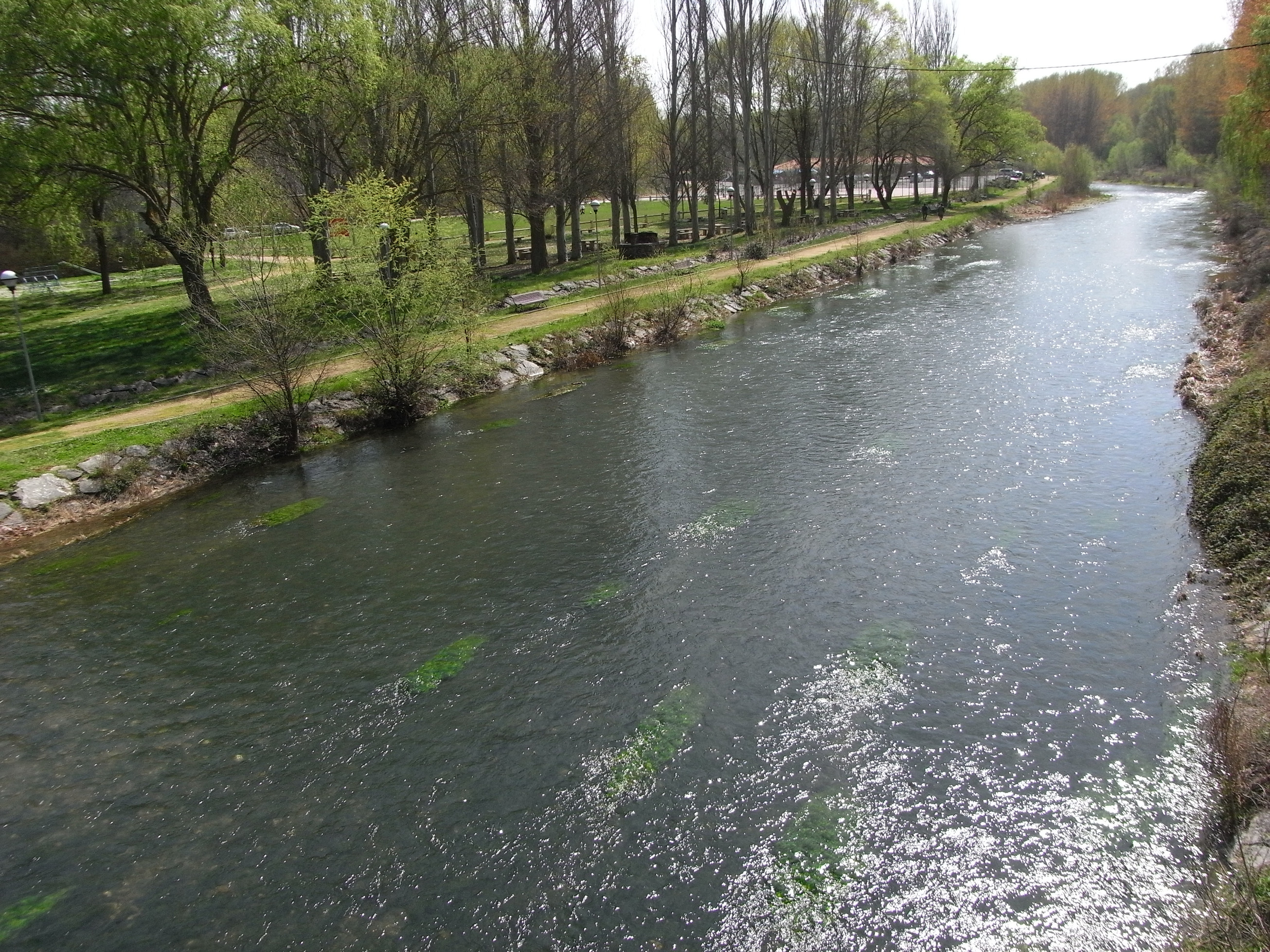
La rivière Tirón.

## Démographie
| 1900 | 1910 | 1920 | 1930 | 1940 | 1950 | 1960 | 1970 | 1981 |
| ---- | ---- | ---- | ---- | ---- | ---- | ---- | ---- | ---- |
| 820  | 756  | 816  | 873  | 837  | 762  | 690  | 499  | 416  |

| 1991 | 2001 | 2010 | - | - | - | - | - | - |
| ---- | ---- | ---- | - | - | - | - | - | - |
| 301  | 313  | 510  | - | - | - | - | - | - |

## Administration

### Conseil municipal
La ville de Anguciana comptait 433 habitants aux élections municipales du 26 mai 2019. Son conseil municipal (en espagnol : Pleno del Ayuntamiento) se compose donc de 7 élus.
| Parti | Parti                                    | Voix | %    | Élus  |
| ----- | ---------------------------------------- | ---- | ---- | ----- |
|       | Parti populaire (PP)                     | 170  | 68 % | 5 / 7 |
|       | Parti socialiste ouvrier espagnol (PSOE) | 80   | 32 % | 2 / 7 |

### Liste des maires
| Mandat    | Maire | Maire                       | Parti          |
| --------- | ----- | --------------------------- | -------------- |
| 1979-1983 |       | Pascual Peña Rojo           | UCD            |
| 1979-1983 |       | José Ignacio Martínez Gómez | UCD            |
| 1983-1987 |       | ?                           | Sans étiquette |
| 1987-1991 |       | Armando Gómez Ruiz          | CDS            |
| 1991-1995 |       | Armando Gómez Ruiz          | CDS            |
| 1995-1999 |       | Basilio José Ruiz Pérez     | PP             |
| 1999-2003 |       | Jorge Loyo Mendoza          | PP             |
| 2003-2007 |       | Basilio José Ruiz Pérez     | PP             |
| 2007-2011 |       | Jorge Loyo Mendoza          | PP             |
| 2011-2015 |       | Jorge Loyo Mendoza          | PP             |
| 2015-2019 |       | Jorge Loyo Mendoza          | PP             |
| 2019-2023 |       | Jorge Loyo Mendoza          | PP             |